# Вів Андерсон
Вів Андерсон (англ. Viv Anderson; нар. 29 липня 1956, Ноттінгем) — колишній англійський футболіст, захисник. По завершенні ігрової кар'єри — футбольний тренер.
Як гравець насамперед відомий виступами за клуби «Ноттінгем Форест» та «Арсенал», а також національну збірну Англії.

## Клубна кар'єра
У дорослому футболі дебютував 1974 року виступами за «Ноттінгем Форест», в якому провів десять сезонів, взявши участь у 328 матчах чемпіонату. Більшість часу, проведеного у складі «червоносорочечників», був основним гравцем захисту команди.
Протягом 1984—1987 років захищав кольори лондонського «Арсеналу».
Своєю грою за «канонірів» привернув увагу представників тренерського штабу клубу «Манчестер Юнайтед», до складу якого приєднався 1987 року. Відіграв за команду з Манчестера наступні чотири сезони своєї ігрової кар'єри. За цей час виборов титул володаря Кубка Англії та ставав володарем Кубка Кубків УЄФА.
З 1991 по 1994 рік грав у складі «Шеффілд Венсдей» та «Барнслі».
Завершив професійну ігрову кар'єру у клубі «Мідлсбро», за який виступав протягом 1994—1995 років.

## Виступи за збірну
1978 року дебютував в офіційних матчах у складі національної збірної Англії. Протягом кар'єри у національній команді, яка тривала 11 років, провів у формі головної команди країни 30 матчів, забивши 2 голи.
У складі збірної був учасником чемпіонату Європи 1980 року в Італії, чемпіонату світу 1982 року в Іспанії, чемпіонату світу 1986 року у Мексиці та чемпіонату Європи 1988 року у ФРН.

## Кар'єра тренера
Розпочав тренерську кар'єру 1993 року, ставши граючим тренером клубу «Барнслі». Наразі досвід тренерської роботи обмежується цим клубом.

## Титули і досягнення
- Чемпіон Англії (1):

«Ноттінгем Форест»: 1977-78
- Володар Кубка англійської ліги (2):

«Ноттінгем Форест»: 1977-78, 1978-79
«Арсенал»: 1986-87
- Володар Кубка Англії (1):

«Манчестер Юнайтед»: 1989-90
- Володар Суперкубка Англії з футболу (2):

«Ноттінгем Форест»: 1978
- Володар Кубка чемпіонів УЄФА (2):

«Ноттінгем Форест»: 1978-79, 1979-80
- Володар Суперкубка Європи (1):

«Ноттінгем Форест»: 1979
- Володар Кубка Кубків УЄФА (1):

«Манчестер Юнайтед»: 1990-91